# نیزه‌ماهی بزرگ
نیزه‌ماهی بزرگ (نام علمی: Sphyraena barracuda) گونه‌ای ماهی است که در سرده کوترماهیان قرار دارد. طول این گونه تا ۱٫۸ متر نیز می‌رسد.